# 兰坪狼尾草
兰坪狼尾草（学名：Pennisetum centrasiaticum var. lanpingense）为禾本科狼尾草属下的一个变种。